# Bruce McDonald

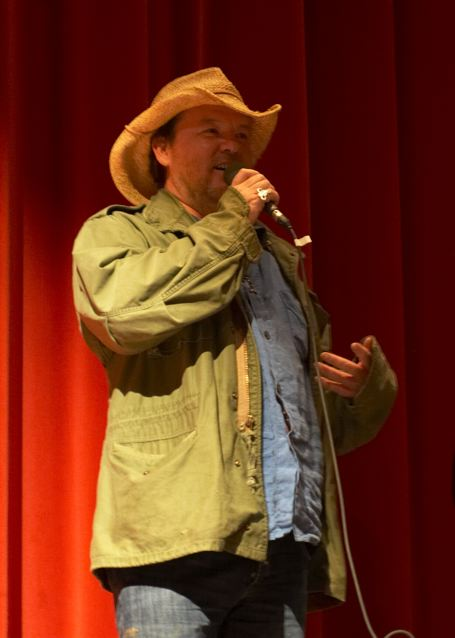
Bruce McDonald

Bruce McDonald (n. 28 de Maio 1959, Kingston, Ontário) é um diretor canadense de cinema e televisão.

## Biografia
McDonald graduou-se o programa de filme Universidade Ryerson. Seu primeiro filme foi  The Plunge Murderer , seguido de um movimento de zombie recurso-comprimento,  Our Glorious Dead , feitas com câmara de super-8 da seu avô e no local de sua escola de alto Rexdale, Ontário, a tiro Norte Albion Collegiate. O filme estreou na lanchonete a escola e fez $ 100.
Seus filmes mais bem sucedidas do recurso tem incluído  Let me See(...) ,  Knock Knock ,  Roadkill  (1989),  Highway 61  (1991),  Dance Me Outside  (1994),  hard core logo  (1996) e  Claire ’s Hat  (2001).  Roadkill  ganhou a maioria dos filmes Canadiano pendentes, o Toronto Festival Internacional de Cinema e  hard core logo  tem sido frequentemente classificado entre os greatest nunca de sair do Canadá.
Ele também tem dirigido episódios de várias séries de televisão, incluindo  Lonesome Dove ,  Twitch City ,  Degrassi: The Next Generation ,  Star Mensageiro ,  queer como folk (EUA) |Queer como folk ,  ReGenesis  e  isto É país das maravilhas .
Ele completou a tiro  Os Fragmentos de Tracey  (2006) em Toronto, que estreou, o Berlim Festival Internacional de Cinema. Enquanto as cenas de tiro levou a-apenas duas semanas, ele passou a nove meses em post-production.
Ele foi anteriormente romantically relacionado com o colega Canadense diretor Valerie Buhagiar. (McDonald, sobre o comentário de aniversário DVD XV de  Roadkill , mesmo disse que ele tinha escrito a parte do Ramona exclusivamente para Buhagiar, com a intenção de lhe fazer sua namorada.)
Reside atualmente em Toronto com seu parceiro e Chiasson Dany-cineasta e jovens filha, Charlie Yoko.